# Fujiwara no Asatada
Fujiwara no Asatada (藤原 朝忠?) (910 - 19 de enero de 967), también conocido como Chūnagon Asatada (中納言朝忠?) fue un noble y poeta de waka japonés a mediados de la era Heian. Fue designado miembro de los treinta y seis poetas inmortales y uno de sus poemas fue incluido en la famosa antología Hyakunin Isshu.

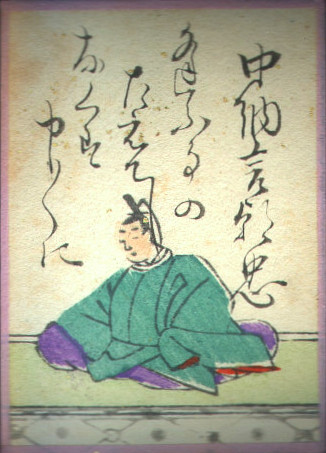
Fujiwara no Asatada, del Ogura Hyakunin Isshu.

Los poemas de Asatada fueron incluidos en la antología de poesías Gosen Wakashū. Una colección personal conocida como Asatadashū también le sobrevive.